# (1741) Giclas
(1741) Giclas – planetoida z pasa głównego planetoid okrążająca Słońce w ciągu 4 lat i 329 dni w średniej odległości 2,88 au. Została odkryta 26 stycznia 1960 roku w Goethe Link Observatory (w ramach programu Indiana Asteroid Program) w Brooklynie w stanie Indiana. Nazwa planetoidy pochodzi od Henry’ego Giclasa (1910-2007), amerykańskiego astronoma, długoletniego pracownika Lowell Observatory. Przed jej nadaniem planetoida nosiła oznaczenie tymczasowe (1741) 1960 BC.